# Prasek
Prasek (en allemand : Prasek) est une commune du district de Hradec Králové, dans la région de Hradec Králové, en République tchèque. Sa population s'élevait à 607 habitants en 2022.

## Géographie
Prasek se trouve à 5 km à l'est du centre de Nový Bydžov, à 38 km à l'ouest-nord-ouest de Hradec Králové et à 82 km à l'est-nord-est de Prague.
La commune est limitée par Králíky au nord, par Kobylice au nord-est, par Zdechovice au sud-est et au sud, et par Měník au sud-ouest, et par Humburky et Nový Bydžov à l'ouest.

## Histoire
La première mention écrite de la localité date de 1312.

## Transports
Par la route, Prasek se trouve à 3,7 km de Nový Bydžov, à 25 km de Hradec Králové et à 102 km de Prague. 